# Hugh Faringdon
Hugh Faringdon, prima noto come Hugh Cook, poi come Hugh Cook alias Faringdon e Hugh Cook di Faringdon (XV secolo – Reading, 14 novembre 1539), è stato un abate inglese, beatificato dalla chiesa cattolica.
Apparteneva all'Ordine di San Benedetto e divenne abate dell'Abbazia di Reading, sita nella città inglese di Reading nel Berkshire. Con la dissoluzione dei monasteri voluta da Enrico VIII d'Inghilterra, Faringdon fu accusato di alto tradimento e giustiziato. Nel 1895 papa Leone XIII lo proclamò martire e beato.

## Biografia
Nato Hugh Cook, nel diventare monaco poco prima del 1500 adottò il soprannome di Faringdon, il che fa ritenere che egli fosse originario dell'omonima cittadina dello Oxfordshire, sita a circa 48 km a ovest di Reading. Comunque il suo uso successivo dello stemma della famiglia Cook del Kent, fa pensare che egli avesse colà dei legami. Si ritiene che egli abbia avuto la sua formazione nell'abbazia, e più tardi prestò servizio come sub-cellario della medesiama.
Hugh Faringdon fu eletto abate di Reading nel 1520, dopo il decesso dell'abate Thomas Worcester. Insieme al suo servizio religioso, egli ebbe anche incarichi civili, com'era usuale in quei tempi per un abate mitrato, divenendo giudice di pace e venendo inserito in varie commissioni del Berkshire dal 1526 al 1538.
Inizialmente i rapporti con il re Enrico VIII d'Inghilterra pare fossero di sostegno. Re Enrico fu suo ospite il 30 gennaio 1521, e Faringdon più tardi divenne uno dei cappellani reali. Tra i doni di Enrico per il nuovo anno nel 1532 vi furono 20 sterline in un portamonete di cuoio per l'abate di Reading. Quando il re cacciava nelle vicinanze dell'abbazia, l'abate coglieva l'occasione per mandargli delle trote del Kennet o dei coltelli da caccia. 
Pare che Faringdon si fosse schierato dalla parte del re nella controversia sul suo divorzio. Mentre Enrico cercava sostegno nelle autorità alle sue opinioni sulle leggi matrimoniali, Farington gli inviava libri che riteneva gli fossero utili al suo scopo.
Egli sedette in Parlamento dal 1523 al 1539 e, nel 1530, firmò, insieme ad altri membri della Camera dei lord, una lettera al Papa evidenziando i mali che sarebbero derivati dal ritardare il divorzio voluto dal re; e, ancora, nel 1536, firmò gli Articoli di Fede redatti nella Convocazione che virtualmente riconosceva la supremazia della Corona sulla requiem Chiesa. Sabato 4 novembre 1537 egli canto il Requiem e la marcia funebre per la regina Jane Seymour presso la  Cappella di San Giorgio di Windsor
E fu presente al funerale il 12 novembre. Verso fine marzo 1538 egli godeva ancora dei favori, venendo posto nella commissione di pace per il Berkshire.
Quando arrivarono i commissari per prendere gli arresi dell'Abbazia di Reading, essi relazionarono positivamente sulla volontà dell'abate a conformarsi, ma gli arresi non sopravvissero, e non si sa se Faringdon si conformò effettivamente.

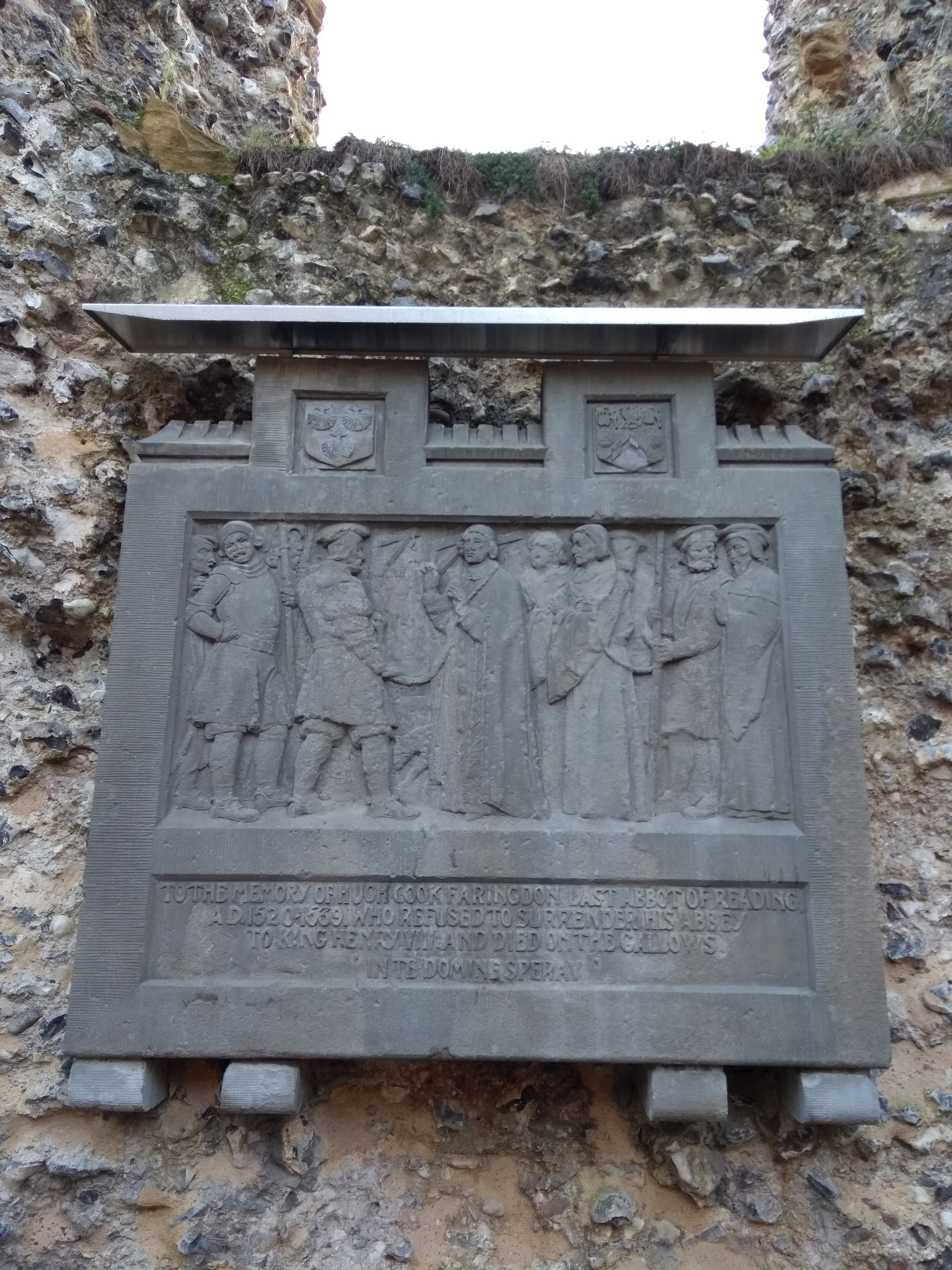
Bassorilievo dell'esecuzione di Hugh Faringdon, nelle rovine dell'abbazia di Reading

Nel 1539 Faringdon fu accusato di alto tradimento per aver sostenuto finanziariamente i ribelli del Nord. Catturato presso Bere Court, la sua residenza a Pangbourne, fu trasferito nella Torre di Londra, ove trascorse due mesi. Come abate mitrato aveva diritto di essere giudicato dal Parlamento, ma il cancelliere Thomas Cromwell non si fece scrupoli. La sua condanna a morte era stata pronunciata prima ancora che avesse inizio il processo. Insieme a John Rugg, un noto correligionario, e a John Eynon, prete della chiesa di St Giles' (Sant'Egidio) di Reading, fu riconosciuto colpevole e impiccato, sventrato e squartato davanti al corpo di guardia interno all'abbazia il 14 novembre 1539. John Rugg fu accusato di aver preso e nascosto una delle famose reliquie dell'abbazia, la presunta mano di un sant'Anastasio. I monaci di Reading, non sospetti di complicità nel presunto tradimento dell'abate, si ritirarono come tutti i monaci e le monache in occasione della dissoluzione dei monasteri.

## Memoria
Hugh Faringdon fu dichiarato martire e beato dalla Chiesa cattolica ad opera di Papa Leone XIII nel 1895. La sua memoria liturgica cade il 15 novembre.
Egli è commemorato in una vetrata della chiesa di San Giacomo di Reading, la chiesa parrocchiale cattolica che occupa parte dello spazio delle rovine dell'abbazia di Reading, e da una placca nella chiesa dei Martiri Inglesi in Liebenrood Road, a Reading. Egli è anche rappresentato nel dipinto Il martirio di Hugh Faringdon, ultimo abate di Reading, dipinto nel 1917 da Harry Morley e oggi esposto nella collezione del Museo di Reading.
La Blessed Hugh Faringdon Catholic School, un college di Reading, specializzato nelle arti, prende il nome da lui. La Blessed Hugh Catholic Church in Faringdon deve a lui il proprio nome.